# 大名 (福岡市)
大名（、ローマ字表記: Daimyō）は福岡県福岡市中央区の町名。現行の行政地名は、大名一丁目及び大名二丁目。。面積は31.15ヘクタール。2023年2月末現在の人口は3,123人。郵便番号は810-0041。

## 概要
大名は福岡市中央区に属し北で舞鶴、東で天神、南東で今泉、南で警固、西で赤坂に接する。
九州最大の繁華街である天神の西隣に位置し、多数のセレクトショップやアパレルブランドの路面店、古着屋、飲食店、雑居ビルなどが所在する区域である。その一方でかつてからの住宅地も残っており、細く入り組んだ道路もあいまって天神とは異なった独特の雰囲気を持つ。路面店中心の街であり、天神と異なり百貨店やファッションビルなどの大型商業施設はほとんど存在しない。若者向けの店が多く、若者から人気がある街として知られている。また、居酒屋やクラブが多く深夜も賑わっており、九州各地からの集客を誇り人通りは多い。北を昭和通り、東を天神西通り、南を国道202号 （国体道路）、西を大正通りに囲まれている。
2003年8月27日に県下全域交番駐在所再編成により、大名交番を廃止した。
大名1丁目及び2丁目は、暴力団排除条例に基づき、暴力団排除特別強化地域に指定されており、暴力団と飲食店等との間でみかじめ料のやりとり、便宜供与などが禁止されている（双方に罰則が有り）。また、地域内に営業所を置く特定接客業者は、所定の標章を掲示することで暴力団員の立入りを禁止することができる。

## 歴史

### 地名の由来
江戸時代、福岡城の内堀に面して家老や大組など藩政の重臣たちが居住しており、大組に相当する家臣を「大名」と呼んでいたことにちなむ。現在の区域の地下には「肥前堀」と「紺屋町堀」の堀の遺構が残っており、かつては福岡城から那珂川まで伸びていた。

### 町名の変遷
| 実施後    | 町名町界整理 実施年月日 | 実施前                                                                                                   |
| --------- | ----------------------- | --- |
| 大名1丁目 | 1963年（昭和38年）      | 薬院町*・薬院東川端・薬院西川端・東警固町*・東小姓町・西小姓町・林毛町・鉄砲町・養巴町*・紺屋町・雁林町* |
| 大名2丁目 | 1963年（昭和38年）      | 万町*・雁林町*・土手町・大名町*・上名島町*・呉服町*                                                      |

*が付いているものはその一部、それ以外は全域が実施後の街区に含まれる事を表す。

町名町界整理以前の大名町は、大名2丁目、赤坂1丁目、大手門1丁目に分割された。

## 人口
大名一丁目と大名二丁目を合わせた人口の推移を福岡市の住民基本台帳（公称町別）に基づき示す（単位：人）。集計時点は各年9月末現在である。
- 2001年（平成13年）：3,294
- 2002年（平成14年）：3,250
- 2003年（平成15年）：3,184
- 2004年（平成16年）：3,227
- 2005年（平成17年）：3,054
- 2006年（平成18年）：3,079
- 2007年（平成19年）：3,011
- 2008年（平成20年）：2,927
- 2009年（平成21年）：2,862
- 2010年（平成22年）：2,828
- 2011年（平成23年）：2,814
- 2012年（平成24年）：2,816
- 2013年（平成25年）：2,931
- 2014年（平成26年）：2,888
- 2015年（平成27年）：2,955
- 2016年（平成28年）：2,961
- 2017年（平成29年）：2,904
- 2018年（平成30年）：2,905
- 2019年（令和元年）：3,116
- 2020年（令和2年）：3,129
- 2021年（令和3年）：3,165
- 2022年（令和4年）：3,137

## 交通

### 鉄道
- 福岡市交通局
  - 福岡市地下鉄空港線：赤坂駅

### バス
- 西鉄バス
  - 昭和通り：舞鶴一丁目
  - 明治通り：西鉄グランドホテル前 - 大名二丁目
  - 大正通り：赤坂門 - 警固町
  - 国道202号線（国体道路）：今泉一丁目 - 警固一丁目

### 道路
- 市道博多姪浜線（福岡市道路愛称：昭和通り）
- 市道千代今宿線（福岡市道路愛称：明治通り）
- 国道202号（福岡市道路愛称：国体道路、通称：けやき通り）
- 市道舞鶴薬院線（天神西通り）
- 市道長浜博多駅1号線（福岡市道路愛称：大正通り）
- 市道長浜博多駅2号線（福岡市道路愛称：大正通り）

道路の写真
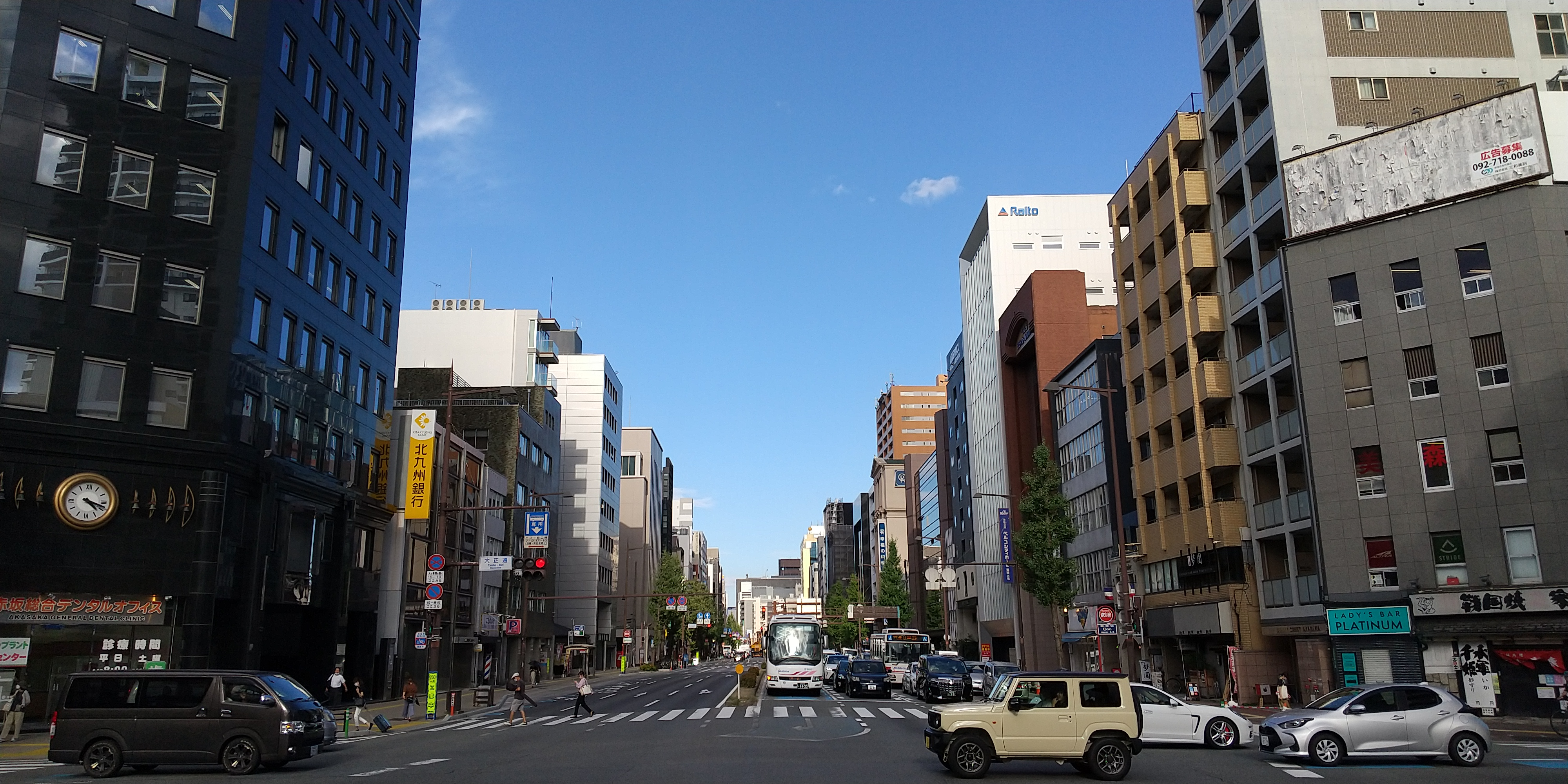
昭和通り（大正通交差点の東側、福岡市中央区、左：舞鶴、右：大名）

## 施設
- 中央区役所[10]
- 福岡市交通局
- 福岡中央消防署大名出張所
- 中央警察署大名警察官連絡所
- 福岡中央銀行本店
- プラザホテルプルミエ
- プラザホテル天神
- 西鉄グランドホテル
- 福岡大名ガーデンシティ
  - ザ・リッツ・カールトン福岡
- ホテルモントレ ラ・スール福岡
- 福岡観光外語専門学校
- 福岡工業専門学校
- 福岡市立青年センター
- 九州経済調査協会
- 福岡貯金事務センター
- 福岡結核予防センター

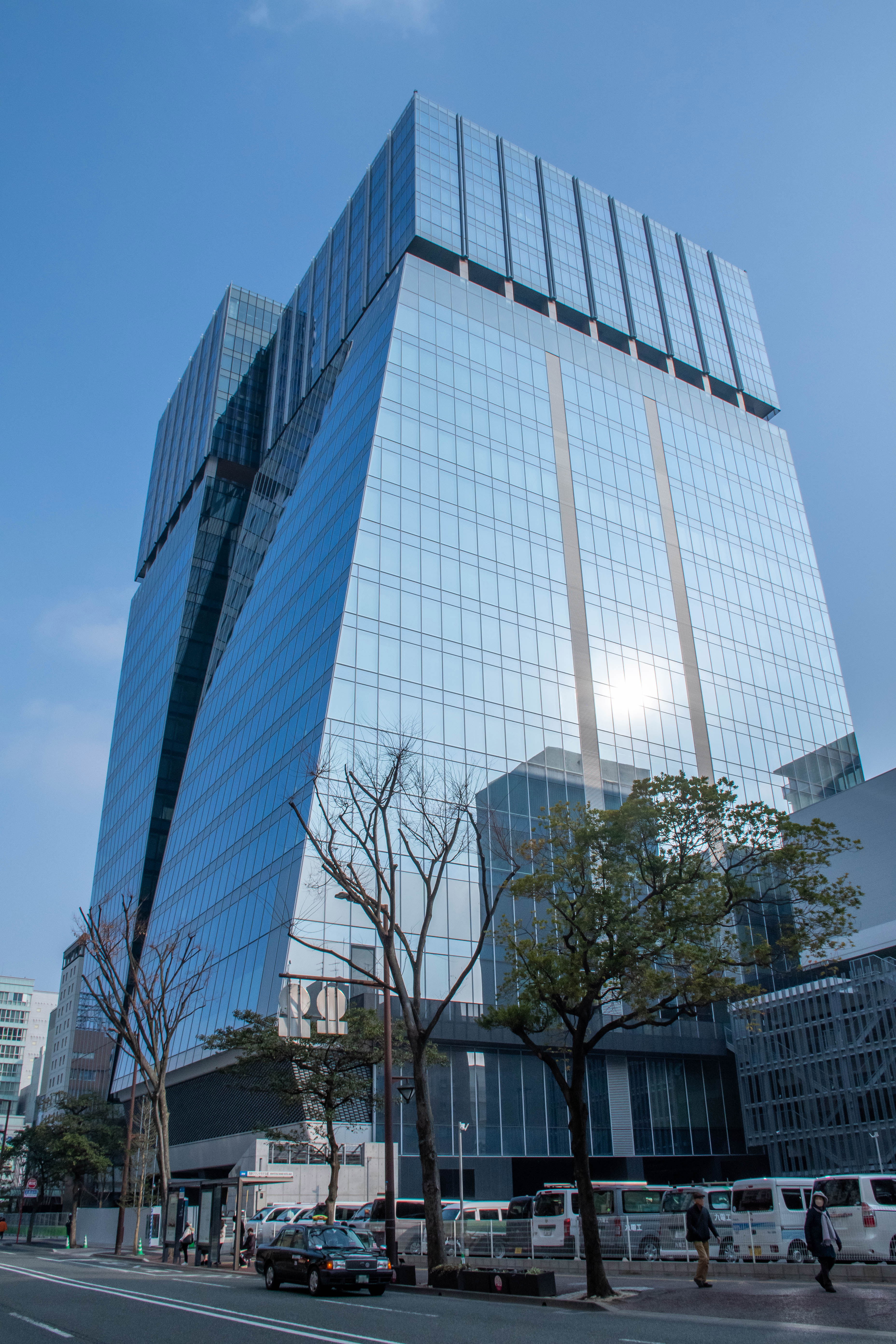
福岡大名ガーデンシティ（ザ・リッツ・カールトン福岡）

- カトリック大名町教会 - カトリック福岡司教区の司教座聖堂
- オンワード樫山福岡支店
- アディダスパフォーマンスセンター福岡
- ZARA福岡天神西通り店
- 天神西通りスクエア
  - H&M天神
  - FOREVER 21福岡天神店

### かつて存在した施設
- 福岡市立大名小学校[11]

## 出身人物
- 進藤英太郎（俳優）
- 葛西泰二郎（工学者）
- 中村勝弥（ファッションデザイナー）
- 明石元二郎（陸軍大将）